# Штабин
Штабин (пол. Sztabin) — деревня в Польше, входит в состав Августовского повята Подляского воеводства. Административный центр гмины Штабин. Находится примерно в 20 км к юго-востоку от города Августов. По данным переписи 2011 года, в деревне проживало 1037 человек.
Через деревню проходит европейский маршрут E67. Южнее деревни протекает река Бебжа.
В конце XVIII деревня входила в состав Гродненского повета Трокского воеводства.